# Botanički vrt Kotišina
Botanički vrt Kotišina, Biokovski botanički vrt, dio Parka prirode Biokovo
Osnovao ga je franjevac dr. fra Jure Radić radi znanstvenog istraživanja i motrenja te zaštite i očuvanja, te popularizacije i upoznavanja biljnog svijeta planine Biokove. Prema zamisli dr fra Jure Radića, Skupština općine Makarske osnovala je botanički vrt Odlukom od 2. listopada 1984. godine temeljem zaključaka I i II Znanstvenog skupa o prirodi Biokovskog područja, te je zakonom zaštićen kao spomenik parkovne arhitekture. Nalazi se iznad sela Kotišine, na nadmorskoj visini od 350 do 500 metara. Područje vrta se prostire na 16,5 ha i nije uređeno kao botanički vrt u klasičnom smislu. Biljke nisu unesene prema određenom pravilu, već kao ograđeni dio prirode gdje će se zadržati samorodna flora. U sklopu vrta je zabilježeno oko 300 samoniklih biljaka, pretežito mediteranskih i planinskih. Od trajnica se ističu jadranska perunika i napuljska ciklama.
Kroz vrt vodi nekoliko staza, a pojedine biljke su označene imenima svoje porodice i svojte. U blizini vrta se nalaze zidine velikog Kaštela, utvrde iz 17. stoljeća. Dio parka je i kanjon Proslap s istoimenim slapom koji oživi samo za vrijeme jakih kiša.

## Vanjske poveznice
- Botanički vrt Kotišina Park prirode Biokovo
- Botanički vrt Kotišina  Arhivirana inačica izvorne stranice od 19. rujna 2020. (Wayback Machine) Grad Makarska
- Andrea Šošić: Biokovski botanički vrt Kotišina  Arhivirana inačica izvorne stranice od 27. srpnja 2020. (Wayback Machine)
- 7. TJEDAN BOTANIČKIH VRTOVA, ARBORETUMA I BOTANIČKIH ZBIRKI - Biokovski botanički vrt Kotišina, program događanja[neaktivna poveznica] HBoD